# Elecciones generales de San Cristóbal y Nieves de 1984
Elecciones generales tuvieron lugar en San Cristóbal y Nieves el 25 de julio de 1984. El resultado fue una victoria para el Movimiento Popular de Acción, el cual ganó seis de once escaños. La participación electoral fue de 77,7%.

## Resultados
| Partido                                     | Votos  | %    | Escaños | +/-   |
| ------------------------------------------- | ------ | ---- | ------- | ----- |
| Movimiento de Acción Popular                | 8 596  | 47,6 | 6       | +3    |
| Partido Laborista de San Cristóbal y Nieves | 7 463  | 41,3 | 2       | -2    |
| Partido Reformista de Nieves                | 1 830  | 10,1 | 3       | +1    |
| Partido Liberal Progresista                 | 144    | 0,8  | 0       | Nuevo |
| Destructores de Monopolios Kelsick y Wilkin | 32     | 0,2  | 0       | Nuevo |
| Votos blancos/nulos                         | 70     | –    | –       | –     |
| Total                                       | 18 135 | 100  | 11      | +2    |
| Fuente: Nohlen                              |        |      |         |       |